# Williram von Ebersberg
Williram von Ebersberg (* vor 1010; † 3. Januar 1085) war Mönch, Gelehrter und Abt im bayerischen Benediktinerkloster Ebersberg. Um vor Luther einen namhaften theologisch gebildeten Bibelübersetzer in deutscher Sprache zu finden, muss man bis zu Williram zurückgehen.

## Herkunft
Williram, aus einer mittelrheinischen Adelsfamilie entstammend, war unter anderem verwandt mit dem Kölner Erzbischof Heribert (999–1021), dem Würzburger Bischof Heinrich I. (995–1018) und den Eichstätter Bischöfen Heribert (1022–1042) und Gezemann (1042). Williram erhielt eine geistliche Ausbildung und wurde um 1020 Mönch im Kloster Fulda, dann in den 1040er-Jahren Lehrer im Bamberger Kloster Michelsberg, unter anderem unter Bischof Suidger, dem späteren Papst Klemens II. (1046–1047). Williram gehörte zum Hofkreis Kaiser Heinrichs III. (1039–1056). Man nimmt an, dass er Aspirationen auf ein hohes geistlich-politisches Amt hegte. Als er 1048 zum Abt in dem unbedeutenden Benediktinerklosters Ebersberg ernannt wurde, muss das eine Enttäuschung bedeutet haben. Williram blieb dort bis zu seinem Tod (1048–1085); der Tod des Herrschers verhinderte wohl eine weitere Karriere im Reichsdienst.

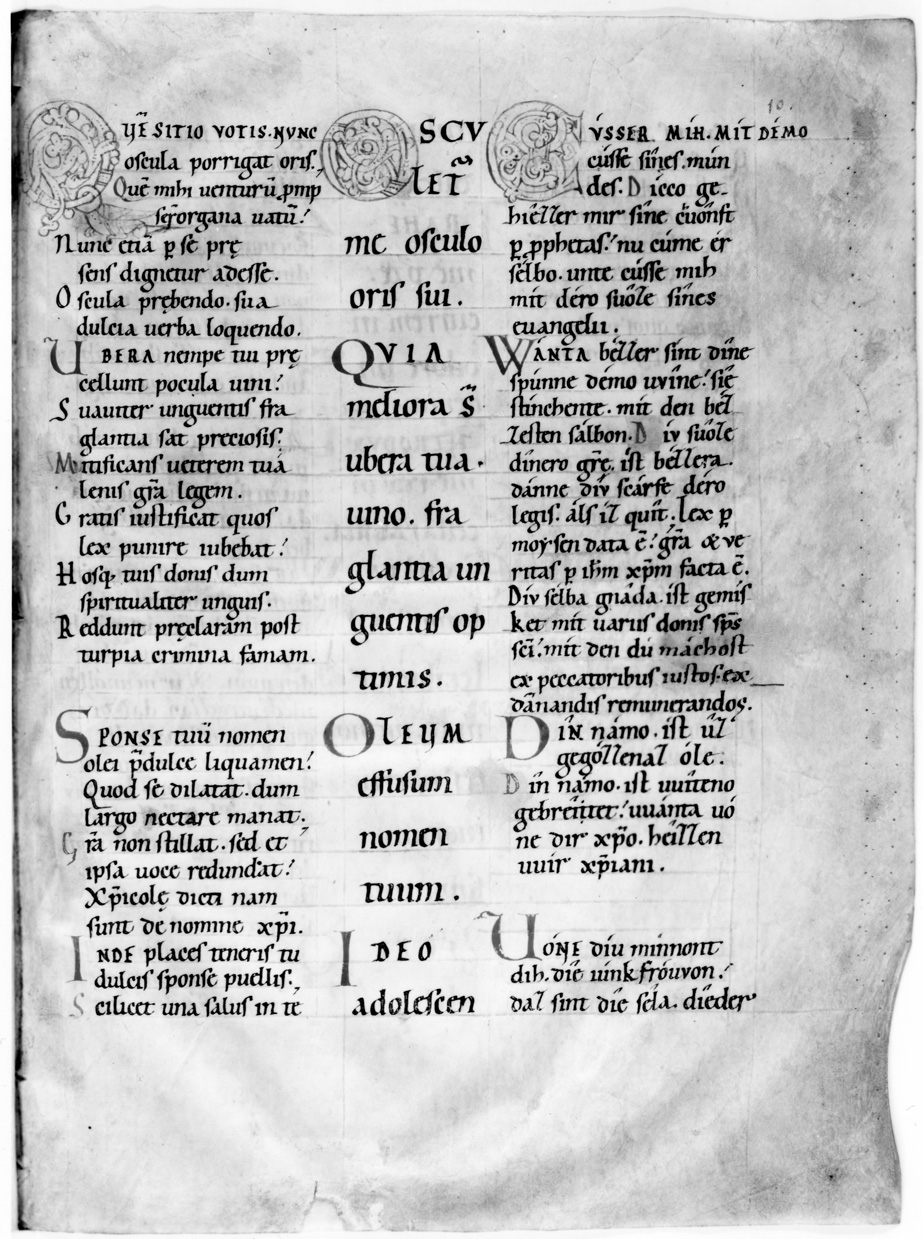
Erste Seite der Hoheliedparaphrase aus BSB München, cgm 10, f. 10r (2. Hälfte 11. Jahrhundert)

## Leben und Werk
Schon seit seiner Bamberger Zeit war Williram wegen seiner literarischen Tätigkeit anerkannt. Im Kloster Ebersberg, das er – so gut es ging – wirtschaftlich und kulturell förderte (Klosterbesitz, Wirtschaftsbücher, Skriptorium, Klosterbauten), schrieb der Gelehrte 1060/1065 sein Hauptwerk, die Expositio in cantica canticorum. Dies ist eine König Heinrich IV. gewidmete Paraphrase des Hohen Liedes König Salomos, die inhaltlich auf den Ausführungen des Haimo von Auxerre (Mitte des 9. Jahrhunderts) fußt. Sie kommentiert den mittig angeordneten (lateinischen) Bibeltext der Tradition des opus geminum folgend in der linken Spalte in gereimten lateinischen Versen (leoninische Hexameter) und bietet in einer weiteren Spalte eine althochdeutsche Übersetzung nebst einer Prosa-Auslegung in deutsch-lateinischer Mischsprache. Das für die Zeit sehr fortschrittliche Layout (mise en page) der verschiedenen Textanteile – in drei Spalten und zwei Schriftgrößen – macht Williram auch zu einem wichtigen Zeugen für die Buch- und Textkultur des Mittelalters. Es zeigt zugleich, dass die Hoheliedparaphrase als Ganzes, trotz ihres deutschsprachigen Anteils, nur vor dem Hintergrund der lateinischen Literarizität entstehen konnte.
Die Paraphrase Willirams ist vollständig oder in Auszügen in über 42 mittelalterlichen Handschriften, vom 11. bis zum 16. Jahrhundert (!), vertreten und damit das am besten überlieferte deutschsprachige Werk des Frühmittelalters.
Daneben sind von Williram kleinere lateinische Gedichte überliefert sowie eine 1071 verfasste Bearbeitung der Vita des Bischofs Aurelius von Riditio. Letztere hat Williram auf Wunsch des Abtes Wilhelm von Hirsau (1069–1091) angefertigt. Außerdem verfasste er wahrscheinlich eine Klosterchronik, das Chronicon Eberpergense.

## Werke
- ›Expositio in cantica canticorum‹ und das ›Commentarium in Cantica Canticorum‹ Haimos von Auxerre, herausgegeben und übersetzt von Henrike Lähnemann und Michael Rupp, Berlin 2004.
- Rudolf Schützeichel und Birgit Meineke (Hrsg.): Edition, Übersetzung und Glossar zur Expositio in cantica canticorum.  Göttingen 2001.
- Henrike Lähnemann: Reimprosa und Mischsprache bei Williram von Ebersberg. Mit einer kommentierten Ausgabe und Übersetzung seiner 'Aurelius-Vita', in: Deutsche Texte der Salierzeit – Neuanfänge und Kontinuitäten im 11. Jahrhundert, hg. von Stephan Müller und Jens Schneider, München 2010 (Mittelalter Studien 20), S. 205–237 Open access pre-print